# Oesterreich.gv.at
oesterreich.gv.at ist eine E-Government-Anwendung der österreichischen Bundesverwaltung, die im März 2019 veröffentlicht wurde. Die Anwendung ist sowohl online unter der gleichlautenden Internetadresse als auch als App für diverse mobile Betriebssysteme verfügbar. Die Anwendung wird vom Bundesrechenzentrum technisch betreut und seitens der Bundesregierung vom Bundesministerium für Digitalisierung und Wirtschaftsstandort entwickelt und beaufsichtigt.

## Geschichte
Eine zentrale E-Government-Anwendung mit dem Namen oesterreich.gv.at für alle Behördenwege wurde im Regierungsprogramm der Bundesregierung Kurz erstmals angekündigt. Mitte Dezember 2018 wurden im Nationalrat die rechtlichen Grundlagen (unter anderem eine Novelle des E-Government-Gesetzes) für die konkrete Umsetzung der Anwendung sowie einiger erster Serviceleistungen beschlossen. oesterreich.gv.at wurde am 19. März 2019 in Betrieb genommen und am gleichen Tag auch von der Bundesregierung vorgestellt.
Zuvor bestanden bereits seit den 1990er-Jahren diverse E-Government-Angebote. Es gab mit HELP.gv.at ein umfassendes Informationsangebot über Behördenwege in Österreich, das direkt in der neuen Anwendung integriert wurde. Parallel dazu bestehen nach wie vor Anwendungen wie das Rechtsinformationssystem, FinanzOnline, das Unternehmensserviceportal oder das Portal der Sozialversicherungsträger, die nicht direkt in oesterreich.gv.at integriert wurden. Teilweise (beispielsweise mit dem Unternehmensserviceportal) wird über oesterreich.gv.at aber eine plattformübergreifende Suche bzw. Anmeldung angeboten und langfristig sollen alle diese Angebote mit oesterreich.gv.at zusammengeführt werden.
Anfang Mai 2019 wurde die Anwendung von über 100.000 Nutzern verwendet.

## Leistung
Über oesterreich.gv.at können folgende Behördenwege nach Registrierung direkt abgeschlossen werden:
- An-, Ab- und Ummeldung gemäß Meldegesetz;
- Geburtsurkunde, Staatsbürgerschaftsnachweis und Meldezettel für neugeborene Kinder beantragen;
- Reisepass speichern;
- Wahlkarten beantragen.

Weiters können Leistungen auf externen Plattformen ohne weitere Registrierung abgerufen werden, unter anderem:
- Strafregisterbescheinigungen;
- Brutto-Netto-Rechner und Pendlerrechner;
- Anwendungen der Justizverwaltung;
- Volksbegehren unterstützen;
- Zentrales Waffenregister.

Die Registrierung erfolgt über die bereits 2003 eingeführte Bürgerkarte bzw. die ID Austria.
Weiters werden – wie zuvor auf der Plattform HELP.gv.at – ein umfassendes Informationsangebot über Behördenwege (gegliedert nach Themengebieten, wie z. B. „Arbeit und Pension“, „Dokumente und Recht“, „Leben in Österreich“), ein Glossar der wichtigsten Begriffe aus dem Verwaltungsrecht sowie ein Verzeichnis von Behörden und sonstigen Anlaufstellen der Verwaltung angeboten.